# Neobisium labinskyi
Neobisium labinskyi är en spindeldjursart som beskrevs av Beier 1937. Neobisium labinskyi ingår i släktet Neobisium och familjen helplåtklokrypare. Inga underarter finns listade i Catalogue of Life.